# Гельман Ганна Дмитрівна
Ганна Дмитрівна Гельман (уроджена Нікітіна; (18 лютого 1902 , Бійськ, Томська губернія  — 29 березня 1991 , Москва ) — радянський хімік, дослідниця плутонію, пізніше — нептунія. Доктор хімічних наук, професор, лауреатка Сталінської премії (1949, 1953).

## Життєпис
Ганна Нікітіна народилася 18 лютого 1902 року в місті Бійську Алтайського краю в родині корінних сибіряків. Її батько був сплавником лісу, матір — домогосподаркою та швачкою. У 1921—1923 роках Ганна працювала вихователькою в дитбудинку міста Томська, самостійно вивчала шкільні підручники і в 1923 році одержала направлення на річні шкільно-методичні курси в м. Ленінграді. У Ленінграді вийшла заміж за прикордонника, колишнього латиського стрільця Августа Ансовича Гельмана. З чоловіком їй довелося жити в різних прикордонних містах та селищах Сибіру та Середньої Азії, працювати вчителькою. У неї народилася донька Майя, яка прожила лише 2 роки. У 1928 році чоловіка переводять до Криму за станом здоров'я, і в 1930 році Ганна Гельман вступає на природниче відділення Кримського педінституту (колишній Таврійський університет). Ганна Гельман навчалася на кафедрі хімії, проходила практику на бромному заводі в місті Саки, в НІС природних матеріалів. Весною 1932 року вона поховала чоловіка. Восени цього ж року закінчила педінститут і як відмінниця була рекомендована до аспірантури. Була аспіранткою Іллі Черняєва в ЛДУ у 1932—1936 рока, потім працювала старшим науковим співробітником у НІХІ ЛДУ та за сумісництвом доцентом на кафедрі неорганічної хімії ЛДУ у 1936—1938 роках.
1934 року побачила світ її перша робота — виробнича інструкція ВІАМ, в ній автор-упорядник вказана як інженер Ганна Нікітіна. На запрошення академіка Іллі Черняєва вона стала докторантом Інституту загальної та неорганічної хімії в Москві (1938—1941 рр.) і після захисту докторської дисертації працювала старшим науковим співробітником. У 1945 році Ганна Гельман в Інституті загальної та неорганічної хімії брала участь в атомному проєкті та в 1949—1952 роках працювала заступником наукового керівника відділення афінажу плутонію на комбінаті 817 (нині ПЗ Маяк). З 1947 року активно займалася дослідженням хімії торію, урану та трансуранових елементів. Наприкінці 1948 року доктор хімічних наук професор Ганна Гельман була залучена до роботи бригади НДІ-9 (сучасний «Високотехнологічний науково-дослідний інститут неорганічних матеріалів імені академіка А. А. Бочвара» (ВНДІММ)), працюючи у відрядженні на заводі хімічного комбінату «Маяк» для виробництва збройового плутонію.
Із самого початку працювала на хіміко-металургійному виробництві заводу «В», де займалися імплементацією та налагодженням технології отримання плутонію, запропонованої В. Д. Нікольським. Організувала та керувала спеціальною дослідницькою групою, яка відповідала за виділення плутонію з опроміненого на реакторі А-1 урану та виробництво плутонію на основних хімічних технологічних операціях. . Під керівництвом і за активної участі Ганни Гельман на заводі «В» велася найбільш «брудна» і шкідлива робота з виділення плутонію. Основні наукові дослідження зробила в галузі процесів комплексоутворення ряду металів у водних розчинах, стала автором технології отримання особливо чистого плутонію.
Загальне керівництво проєкту здійснювали директор заводу Захар Лисенко та головний інженер бази № 10 Юхим Славський.. За наукові розробки відповідав колектив співробітників дослідно-промислового виробництва, яким керували академіки Андрій Бочвар, Ілля Черняєв, доктори наук Антон Вольський, Олександр Займовський, Олександр Гельман та кандидат хімічних наук Всеволод Микільський. За виконання спеціального завдання 1949 року Ганну Гельман було нагороджено Сталінською премією.
Після запуску заводу «В» та відпрацювання покращеної технології отримання плутонію, Ганна Гельман працювала керівником відділу в центральній заводській лабораторії комбінату. По роботі вона близько спілкувалася з директором заводу Борисом Музруковим, у якого в травні 1951 року померла дружина, залишивши його з двома дітьми. Ганна Гельман вийшла заміж за Музрукова. Коли в 1953 році йому запропонували посаду керівника Главка міністерства Середнього машинобудування, вони переїхали до Москви Архівовано грудень 31, 2021 на сайті Wayback Machine..
На запрошення академіка Віктора Спіцина вчена Ганна Гельман продовжила кар'єру в інституті фізичної хімії Академії наук СРСР як завідувачка лабораторії хімії трансуранових елементів . У 1955 році Борису Музрукову запропонували очолити Всеросійський науково-дослідний інститут експериментальної фізики і він вирушив до Сарова (нині — Нижньогородської області). Через це сім'я розпалася, і в Москві з Ганною Гельман залишилася тільки донька Музрукова — Олена, з якої їх з моменту знайомства пов'язували особливо теплі стосунки.
В Інституті фізичної хімії АН СРСР колектив вчених — Микола Крот, Ганна Гельман та Майя Мефодьєва — став автором відкриття семивалентного стану плутонію та нептунія, що призвело до відмови від "актинідної гіпотези " американського фізика Гленна Теодора Сіборга. Відкриття було внесено до Державного реєстру наукових відкриттів СРСР за № 96 із пріоритетом від 28 листопада 1967 року. У 1972 році за серію робіт у галузі хімії та технології нептунія та плутонію, виконану в Інституті фізичної хімії АН СРСР доктором хімічних наук Ганною Гельман, доктором хімічних наук Миколою Кротом та кандидатом хімічних наук Фаїною Захаровою, президія Академії наук СРСР присудила премію ім. Д. І. Менделєєва у розмірі 2 000 рублів.
У Москві вийшли три книжки Ганни Гельман, присвячені хімії трансуранових елементів. Ганна Дмитрівна протягом своєї кар'єри активно навчала молодих хіміків; її учні захистили дисертації, працюють у ІОНГ, ІФХЕ РАН, на ПЗ Маяк.
Ганна Гельман померла 29 березня 1994 року в Москві, похована на Новокунцевському цвинтарі.